# Jim Piper
Jim Alan Piper (Campbelltown, 13 de agosto de 1981) es un deportista australiano que compitió en natación.
Ganó dos medallas en el Campeonato Mundial de Natación en Piscina Corta de 2002, oro en 200 m braza y plata en 4 × 100 m estilos. Participó en los Juegos Olímpicos de Atenas 2004, ocupando el octavo lugar en la prueba de 200 m braza.

## Palmarés internacional
| Campeonato Mundial en Piscina Corta | Campeonato Mundial en Piscina Corta | Campeonato Mundial en Piscina Corta | Campeonato Mundial en Piscina Corta |
| Año                                 | Lugar                               | Medalla                             | Prueba                              |
| ----------------------------------- | ----------------------------------- | ----------------------------------- | ----------------------------------- |
| 2002                                | Moscú (Rusia)                       | Medalla de oro                      | 200 m braza                         |
| 2002                                | Moscú (Rusia)                       | Medalla de plata                    | 4 × 100 m estilos                   |